# Akiba Maid War
Akiba Maid War (アキバ冥途戦争, Akiba Meido Sensō) est une série télévisée d’animation japonaise originale produite par Cygames et P.A.Works. Elle est réalisée par Sōichi Masui, écrite par Yoshihiro Hiki, et présente des conceptions de personnages de Manabu Nii, et la bande originale de Yoshihiro Ike,. Elle a été diffusée du 7 octobre au 23 décembre 2022 sur Tokyo MX, BS11, KBS Kyoto, et SUN. Sentai Filmworks a autorisé la série et est disponible en streaming sur HIDIVE. En Europe, Crunchyroll a autorisé cette série.

## Synopsis
À Akihabara en 1999, une jeune fille de 17 ans nommée Nagomi Wahira commence son nouveau travail en travaillant dans un maid café sur le thème du cochon, essayant de réaliser son rêve d'être une bonne joyeuse et travailleuse. Cependant, Nagomi découvre bientôt que le monde des maid cafés à Akihabara est beaucoup plus impitoyable qu'elle ne l'avait prévu au début.